# Turanoleucon mitjaevi
Turanoleucon mitjaevi är en insektsart. Turanoleucon mitjaevi ingår i släktet Turanoleucon och familjen långrörsbladlöss. Inga underarter finns listade i Catalogue of Life.